# Hermann Hubacher
 (octobre 2022).
Si vous disposez d'ouvrages ou d'articles de référence ou si vous connaissez des sites web de qualité traitant du thème abordé ici, merci de compléter l'article en donnant les références utiles à sa vérifiabilité et en les liant à la section « Notes et références ».
En pratique : Quelles sources sont attendues ? Comment ajouter mes sources ?
Hermann Hubacher, né le 1er août 1885 à Bienne et mort le 18 novembre 1976 à Zurich, est un sculpteur suisse.

## Biographie
Hermann Hubacher naît le 1er août 1885 à Bienne, dans le canton de Berne, d'où il est originaire.
Fils de graveur et petit-fils du graveur, photographe, paysagiste et professeur de dessin Jakob Häuselmann, il suit également une formation de graveur, médailleur et orfèvre à l'école technique de Bienne. Après des études à Genève, Munich et Vienne, il décide de devenir sculpteur.

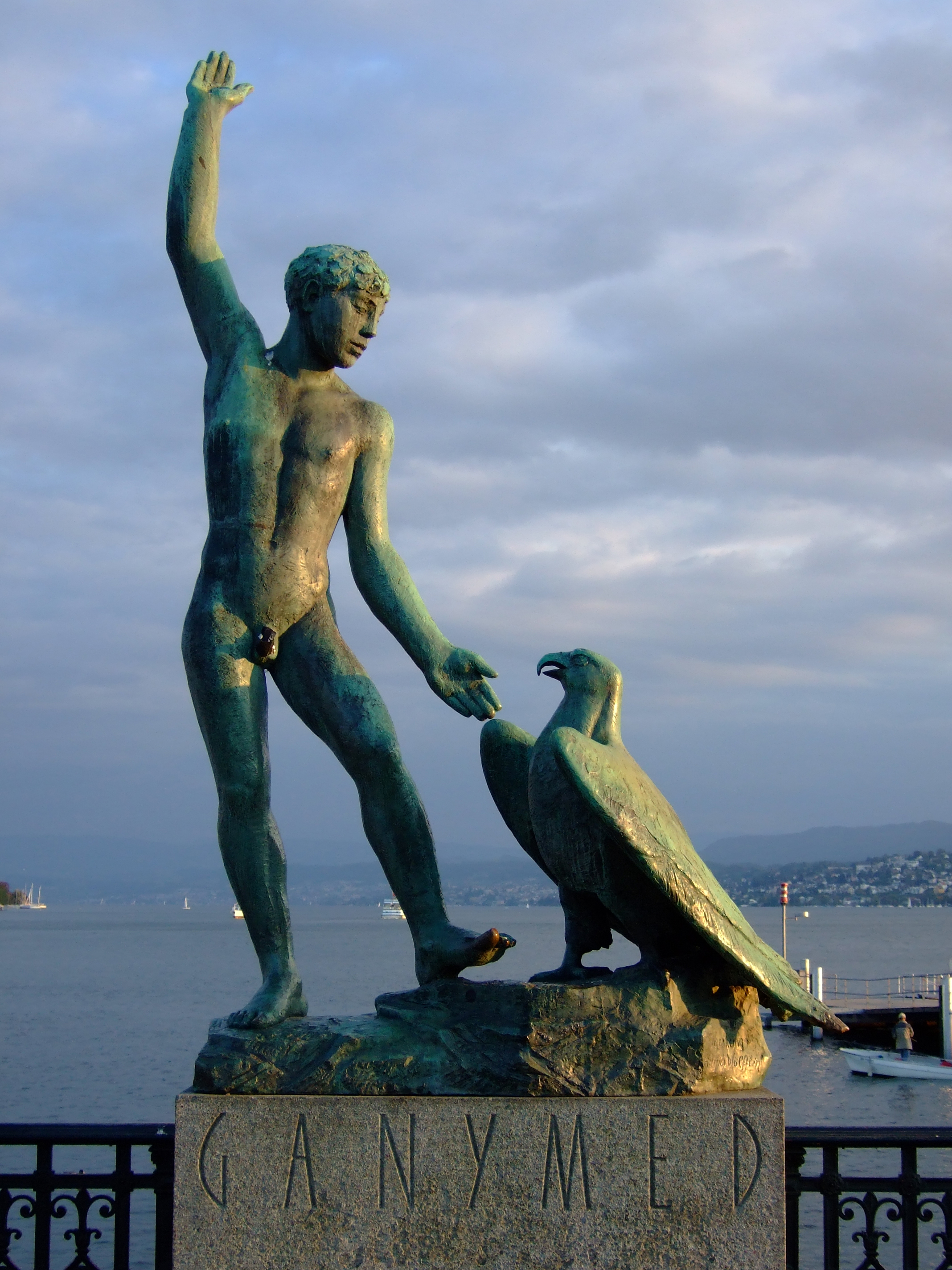
Ganymède, 1952, Zurich.

En 1912, il épouse Anna Tscherter de Bienne ; sa mère est la peintre Louise Tscherter-Kuhn. Le fils sera l'architecte Hans Hubacher. En 1918, Hubacher déménage sa famille à Zurich, une ville avec une scène artistique dynamique et des possibilités d'exposition, contrairement à Berne. L'un des lieux de rencontre est le Café Schneebeli sur le Limmatquai. Il fait la connaissance de la famille Reinhart, famille riche et passionnée d'art de Winterthour, et une amitié longue se développe avec Oskar Reinhart, qui a le même âge.
Trois grands voyages le conduisent à de nombreux séjours à Paris, en compagnie du collectionneur et mécène de Winterthur Georg Reinhart, en Italie en 1922, en Angleterre en 1927 et en Égypte en 1929. Ses écrits, journaux intimes et lettres montrent comment ces expériences le façonnent en tant qu'artiste. Il ne voyage en Grèce qu'à un âge avancé alors qu'il fut toujours un ardent admirateur de l'art classique grecque. Hubacher partage à plusieurs reprises ses expériences de voyage et son travail artistique dans les médias, soit avec des articles dans le Neue Zürcher Zeitung, soit sous forme de livre. Il est ami avec Hermann Hesse notamment.
Le sujet de prédilection de Hubacher est le corps humain. Selon le catalogue raisonné, son œuvre comprend près de 400 sculptures, ainsi que des dessins et des aquarelles.
Hubacher est membre de la Fondation Gleyre et de la Fondation Gottfried Keller, de 1926 à 1929 de la Commission fédérale des beaux-arts et pendant un certain temps son président, de 1951 à 1969 au conseil de la Fondation Oskar Reinhart à Winterthur, et pendant de nombreuses années Président de la Fondation Pro Arte. La ville de Zurich lui décerne le premier prix artistique en 1944 et l'Université de Zurich un doctorat honoris causa en 1945.